# Freudova omaška u govoru
Freudova omaška  ili Lapsus linguae (prema Sigmund Freudu) označava nehotičnu pogrešku u govoru za koju Freud drži da odaje podsvjesnu motivaciju, želju ili držanje govornika. Inerpretacija toga lapsusa u govoru je raširena. 
Taj fenomena opisuje i definira austrijski neurolog i psihoanalitičar Sigmund Freud u svom radu Zur Psychopathologie des Alltagslebens  (psihopatologija svakodnevnog života) (1901., 1904.).
Freudova omaška nije potpuno znanstveno prihvaćana